# Neoprotestantism
Neoprotestantism är en tvetydig term som i sydöstra Europa betecknar den sortens icke-katolska kristna som indirekt har utgått från Romersk-katolska kyrkan, men som historiskt inte är ursprungliga protestanter (såsom lutheraner, anglikaner, reformerta och anabaptister).
En annan vanlig användning av begreppet neoprotestantism, även kallat neoortodoxi, är den sorts teologi som utgick från Karl Barth, Emil Brunner, med flera, som uppstod som en reaktion mot både fundamentalism och mot liberalteologin.